# Chickenpox
Chickenpox var ett svenskt skaband, aktivt från 1992 till 2002. De blandade ska, pop och soul. Noterbara låtar är bland andra "Truth of Our Time", "Defence", "Stupid" och "Anything You Say".

## Biografi
Chickenpox bildades 1992 i Linköping, inspirerat av artister som Desmond Dekker, The Skatalites och The Specials. Med utgångspunkt i skamusiken skapade bandet emellertid ett eget sound där man blandade ska, pop och soul.
Gruppen debuterade med EP-skivan Dinnerdance and Latenightmusic, utgiven 1994 på Burning Heart Records. Debuten följdes av ännu en EP, 1995 års Juvenile Gangster (Rugger Bugger Discs), innan debutalbumet At Mickey Cohen's Thursdaynight Pokergame släpptes 1996. Från denna skiva släpptes singeln Anything You Say.
Bandets andra studioalbum, Stay Away from the Windows, utgavs 1998. Från detta släpptes singeln Truth of Our Time. 2000 släpptes singeln When She Come Smiling (Leech Records), följd av gruppens tredje och sista album Approved By (2001).
Bandet splittrades 2002.

## Medlemmar
- Staffan Palmberg – trombon, sång, bakgrundssång
- Joakim Lilja – saxofon
- Per Törnquist – keyboard, gitarr
- Magnus Nilsson – elbas
- Morgan Libert - elbas
- Max B Uvebrant – gitarr, sång, bakgrundssång
- Mattias Ahlén – sång
- Peter Swedenhammar – trummor, percussion, bakgrundssång
- Martin Johansson - saxofon

## Diskografi
Studioalbum
- 1996 – At Mickey Cohen's Thursdaynight Pokergame
- 1998 – Stay Away from the Windows
- 2001 – Approved By

EP
- 1994 – Dinnerdance and Latenightmusic
- 1995 – Juvenile Gangster

Singlar
- 1996 – Anything You Say
- 1998 – Truth of Our Time
- 2000 – When She Come Smiling

### Fotnoter
1. 1 2  ”Chickenpox”. Burning Heart Records. http://www.burningheart.com/bands/index.php?id=139&bio=1. Läst 14 april 2012.
2. 1 2  ”Chickenpox”. Discogs.com. http://www.discogs.com/artist/Chickenpox. Läst 14 april 2012.